# Dominique Harize
Pas d'image ? Cliquez ici

a Compétitions nationales et continentales officielles uniquement.

b Matchs officiels uniquement.
Dominique Harize, né le 26 février 1956 à Saint-Céré (Lot), est un joueur français de rugby à XV de 1,83 m pour 80 kg. Il joue ailier.
Il a fait partie du XV de France vainqueur du Tournoi des Cinq Nations 1977 avec les seuls 15 même joueurs pour les 4 matchs aux côtés de Jacques Fouroux, Jean-Pierre Rives, Robert Paparemborde ou Jean-Claude Skrela.

## Club
- 1974_1975 : Saint-Céré Sports
- 1975-1982 : Stade toulousain (107 matchs)
- 1982-1983 : SC Albi
- 1983-1986 : CA Brive (20 matchs)
- 1986-1987 : Stade cadurcien
- 1987-1988 : RO Castelnaudary

## Palmarès

### À l'international
Le 1er mai 1980, il participe au premier match des Barbarians français contre l'Écosse à Agen. Les Baa-Baas l'emportent 26 à 22.
En équipe de France
- 9 sélections en équipe de France de rugby à XV (de 1975 à 1977)
- 16 points inscrits, 4 essais au total
- Grand Chelem en 1977
- 1 Tournoi disputé : 1977 (2 essais marqués lors de ce dernier: meilleur marqueur français (et meilleur marqueur ex æquo) du tournoi)
- Tournée en Afrique du Sud en 1975

Avec le Stade toulousain
- Championnat de France de première division :
  - Vice-champion (1) : 1980